# 林曹祖宗之墓

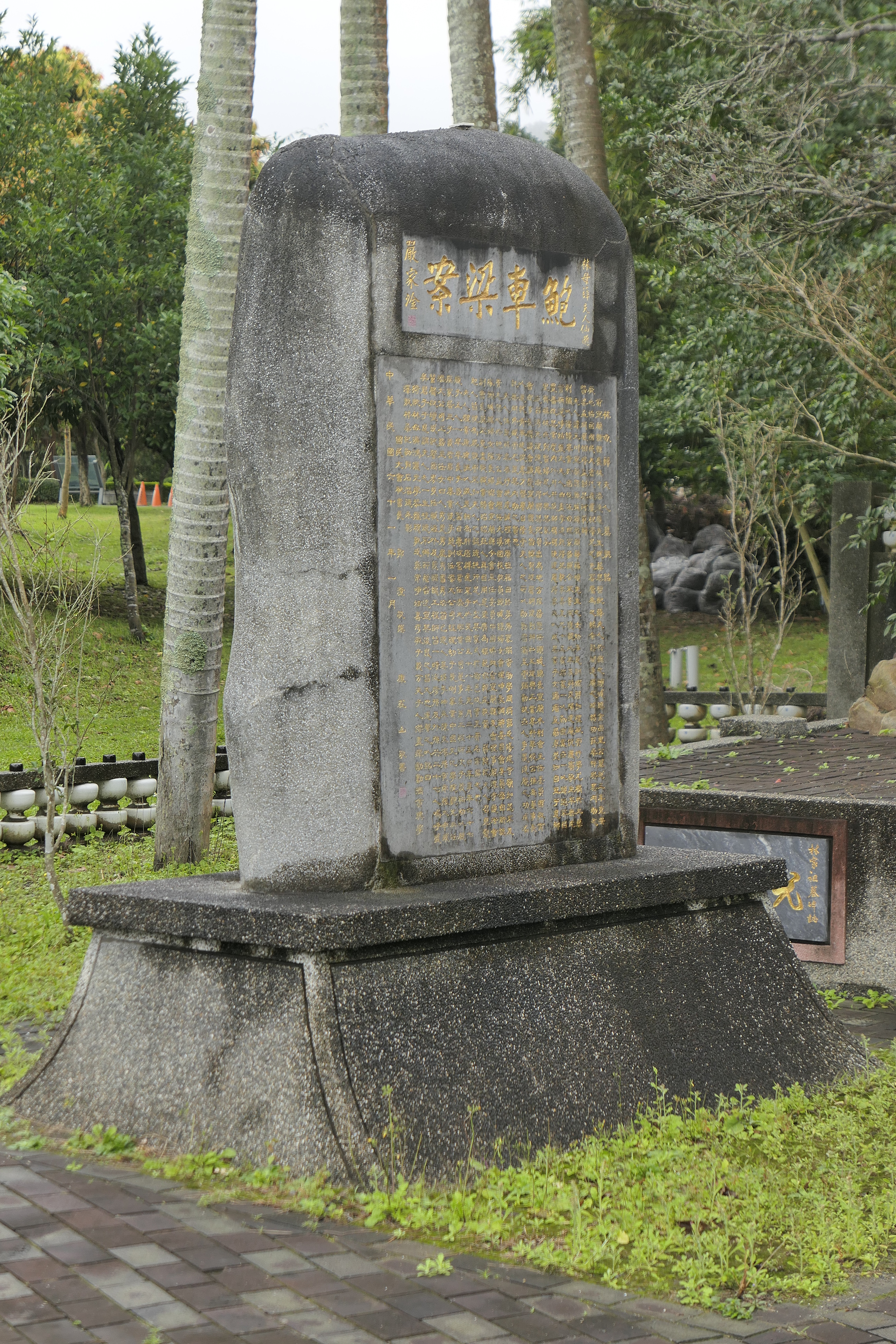
林母薛夫人墓誌銘碑

林曹祖宗之墓位在宜蘭縣頭城鎮金面里公墓裡，為臺灣本省籍民選縣長林才添家族墓地，外觀參考獻馘碑，十分相似。2005年6月1日公告為縣定古蹟。

## 歷史背景
該墓建於民國六十二年（1973年），是林才添為了林氏祖先與其妻所建。墳墓四周的其他墳墓都已清走，僅留下此墓保存。

## 建築特色
此墓外觀為水泥仿石堆砌柱狀，前有墓桌一張，飾以梅花圖騰。而在前埕兩旁立有「山靈」、「后土」神位，墓旁還立有林母薛夫人墓誌銘，由當時國民大會秘書長郭澄所撰，並有前總統嚴家淦所題的「鮑車梁案」四字。除此之外，墓的四周還有許多當時中央政府高官的墨跡，例如前立法院院長黃國書、前監察院院長李嗣璁等。

## 引用資料
1. ↑  . 文化部文化資產局. （原始内容存档于2019-06-11）.
2. 1 2  陳仕賢. . 臺北縣新店市: 遠足文化. 2007年10月: 42、43頁. ISBN 978-986-6731-01-3.